# Spider-Man: Return of the Sinister Six
 (octobre 2019).
Si vous disposez d'ouvrages ou d'articles de référence ou si vous connaissez des sites web de qualité traitant du thème abordé ici, merci de compléter l'article en donnant les références utiles à sa vérifiabilité et en les liant à la section « Notes et références ».
Spider-Man: Return of the Sinister Six est un jeu vidéo d'action et de plates-formes sorti en 1992 sur NES, Master System et en 1993 sur Game Gear. Le jeu a été développé par Bits Studios et édité par LJN et Flying Edge. Le jeu est basé sur une mini-série de Marvel Comics sur Spider-Man et les Sinister Six au début des années 1990.